# هدهد أوراسي
الهُدْهُد الأوراسي (الاسم العلمي: upupa epops) طير له عرف مميز على رأسه ينتمي إلى جنس الهدهد. الهدهد الأوراسي هو النوع الأكثر انتشارًا من جنس Upupa، موطنه أوروبا وآسيا والنصف الشمالي من إفريقيا. لا يزال بعض خبراء التصنيف يعتبرون الأنواع الثلاثة أنواعًا محددة متفردة. تحافظ بعض السلطات أيضًا على تصنيف الهدهد الأفريقي والأوروبي الآسيوي معًا، لكنها فصلت هدهد مدغشقر.

## وصلات خارجية
- الحيوان البري في البلاد العربية من الموسوعة العربية العالمية